# Hutkhanda, Yellapur
Hutkhanda là một làng thuộc tehsil Yellapur, huyện Uttar Kannad, bang Karnataka, Ấn Độ.